# Trachys goberti
Trachys goberti – gatunek chrząszcza z rodziny bogatkowatych i podrodziny Agrilinae.

## Taksonomia
Gatunek ten opisany został po raz pierwszy w 1889 roku przez Maurice’a Gilberta Perrota des Gozisa.

## Morfologia
Chrząszcz o krótkim i szerokim, owalnym ciele długości około 3 mm, ubarwionym czarno, na pokrywach z zielonym lub niebieskim połyskiem. Głowa jest wciągnięta w przedtułów, o dość słabo odgraniczonym nadustku, bardzo słabo w widoku grzbietowym wciętym czole. Czułki są krótkie, o dwóch nasadowych członach pogrubionych, a pięciu ostatnich trójkątnie rozszerzonych, tworzących piłkowaną buławkę. Przedplecze pozbawione jest podłużnej bruzdy środkowej. Pokrywy są silnie ku tyłowi zwężone, o trójkątnym wspólnym zarysie i wspólnie zaokrąglonym wierzchołku. Guzy barkowe nie formują wystającego ząbka i od wewnątrz odgraniczone są tylko delikatnym wciskiem. Na powierzchni pokryw występuje jasne, szarawe owłosienie, formujące poprzeczne przepaski, niekiedy z wmieszanymi włoskami rudej barwy. Episternity mają rzucające się w oczy, dobrze odgraniczone dołeczki. Odnóża mają wszystkie pazurki zaopatrzone w pojedynczy ząbek. Spód odwłoka odznacza się sternitami od drugiego do czwartego z głębokimi rowkami na brzegach bocznych oraz sternitem piątym otoczonym głębokim rowkiem na krawędzi tylnej. Ostatni z widocznych sternitów jest zaokrąglony.

## Ekologia i występowanie
Larwy tego owada są endofoliofagami minującymi liście szanty zwyczajnej i Phlomis lychnitis z rodziny jasnotowatych.
Gatunek palearktyczny, południowoeuropejski, znany z Hiszpanii, Francji i Włoch.